# Мюльгаузен-Егінген
Мюльгаузен-Егінген (нім. Mühlhausen-Ehingen) — громада в Німеччині, знаходиться в землі Баден-Вюртемберг. Підпорядковується адміністративному округу Фрайбург. Входить до складу району Констанц.
Площа — 17,82 км2. Населення становить 3930 ос. (станом на 31 грудня 2020).